# Lecontia discicollis
Lecontia discicollis is een keversoort uit de familie Boridae. De wetenschappelijke naam van de soort is voor het eerst geldig gepubliceerd in 1850 door LeConte in Agassiz.